# Márton Fülöp
Márton Fülöp (Budapeste, 3 de maio de 1983 - 12 de novembro de 2015) foi um goleiro de futebol húngaro. Faleceu  vítima de câncer.